# Tujetsch
Tujetsch (föråldrad tysk namnform Tavetsch) är en kommun i regionen Surselva i kantonen Graubünden, Schweiz. Kommunen har 1 171 invånare (2023).
Kommunen består av centralorten Sedrun och fraktionerna Tschamut, Selva, Dieni, Rueras, Zarcuns, Camischolas, Gionda, Bugnei, Surrein och Cavorgia. I väster går såväl väg som järnväg över Oberalppass (2044 m ö.h.) till kantonen Uri.